# Tucquegnieux
Tucquegnieux település Franciaországban, Meurthe-et-Moselle megyében. Lakosainak száma 2434 fő (2022. január 1.). Tucquegnieux Trieux, Anderny, Anoux, Avril, Bettainvillers, Mairy-Mainville, Sancy és Val de Briey községekkel határos.

## Népesség
A település népessége az elmúlt években az alábbi módon változott:
| Lakosok száma | 4842 | 3367 | 3017 | 2649 | 2544 | 2502 | 2469 | 2438 | 2422 | 2434 |
|               | 1968 | 1982 | 1990 | 2006 | 2013 | 2015 | 2017 | 2019 | 2020 | 2022 |